# 布兰登伯格诉俄亥俄州案
布兰登伯格诉俄亥俄州案（英語：Brandenburg v. Ohio），395 U.S. 444 (1969)，是美国最高法院具有里程碑意义的案件，法院根據美國憲法第一修正案裁定，政府不得惩罚發表煽动性言论的人，除非该人發表的言论“煽动他人立即實施违法行為”，而且该煽动性言論的确可能会造成他人立即犯罪:702。美國最高法院否决了俄亥俄州的《组织犯罪防治法》，《组织犯罪防治法》禁止任何人發表有關犯罪、破坏、暴力或其他恐怖手段的言論。

## 背景
1964年夏天，三K党俄亥俄州领导人克拉伦斯·布兰登伯格（Clarence Brandenburg）在汉密尔顿县举行了一場集会。布兰登伯格在集会上辱罵黑人和犹太人及其支持者，並声称美國的总统、国会、最高法院镇压白人，宣布有40萬人將于7月4日向國會进军。結果布兰登伯格被控违反了俄亥俄州的《组织犯罪防治法》。俄亥俄州法院判布兰登伯格1000美元罚款和10年监禁。布兰登伯格不服判決，以《组织犯罪防治法》违宪为由上诉至美国最高法院。
1969年6月9日，美国最高法院推翻了俄亥俄州法院的判決，認定《组织犯罪防治法》違憲。法院認為，政府不得惩罚發表煽动性言论的人，除非该人發表的言论“煽动他人立即實施违法行為”，而且该煽动性言論的确可能会造成他人立即犯罪:702。